# 宮崎県道240号日豊海岸北川線
宮崎県道240号日豊海岸北川線（みやざきけんどう240ごう にっぽうかいがんきたがわせん）は、宮崎県延岡市を通る、かつて存在した一般県道である。

## 概要
並行する東九州自動車道と宮崎県道243号須美江インター線の開通により代替機能が整備されたとして、2014年（平成26年）3月31日に路線廃止され、延岡市道に降格した。

### 路線データ
- 起点：延岡市須美江町（須美江町交差点、国道388号交点）
- 終点：延岡市北川町大字長井（国道10号交点）
- 路線延長：10,401.5 m（廃止時点）[1]

## 歴史
- 1988年（昭和63年）1月16日 - 宮崎県告示第69号[3]により路線認定される。
- 2014年（平成26年）3月31日 - 宮崎県告示第221号により路線廃止され[2]、延岡市道に降格。

## 地理

### 通過していた自治体
- 延岡市

### 交差していた道路
| 交差していた道路              | 交差していた場所 | 交差していた場所      |
| ----------------------------- | ---------------- | --------------------- |
| 国道388号                     | 須美江町         | 須美江町交差点 / 起点 |
| 宮崎県道243号須美江インター線 | 須美江町         |                       |
| 東九州自動車道 / 延岡道路     | 北川町大字長井   | 21 北川IC             |
| 国道10号                      | 北川町大字長井   | 終点                  |

### 沿線
- 道の駅北川はゆま